# حييونات صفراء
الحُيَيْوَنَات الصفراء (بالإنجليزية: Zooxanthellae)‏ هو مصطلح عام للسوطيات الدوارة أحادية الخلية القادرة على العيش في التكافل مع اللافقاريات البحرية المتنوعة بما في ذلك الإسفنجيات الشائعة والشعاب المرجانية وقناديل البحر وعاريات الخيشوم.